# Ripoli
Ripoli é a cultura italiana do Neolítico Médio (4º milénio a.C.), difundida na região dos Abruzos (Itália), de economia pastoril e caracterizada pelo fabrico de cerâmica (vasos hemisféricos ou globulosos, escudelas, taças carenadas, entre outras), pintada com motivos geométricos enquadrados por linhas paralelas e alinhamentos de pontos. O seu epónimo é a jazida de Ripoli, no vale de Vibrata (c. 3600-3100 a.C), onde se localizaram vários fundos de cabanas, sepulturas, abundante cerâmica pintada e pontas de seta em sílex.